# Carollia colombiana
Carollia colombiana is een vleermuis uit het geslacht Carollia die voorkomt in de Centrale Cordillera van Noord-Colombia. De typelocatie ligt op 6°25'N, 75°15'W aan de La Cejita-weg in de gemeente Barbosa in het departement Antioquia.
C. colombiana is een vrij kleine soort, met een arm van 37,5 tot 40 mm. De rugharen zijn vierkleurig. Er zit een gat tussen de derde en de vierde valse kies. Hij komt voor in nevelwouden.